# Acapoeta tanganicae
Acapoeta tanganicae е вид лъчеперка от семейство Шаранови (Cyprinidae), единствен представител на род Acapoeta.

## Разпространение
Видът е разпространен в Бурунди, Демократична република Конго, Замбия и Танзания.